# George Victor, Prinț de Waldeck și Pyrmont
George Victor (14 ianuarie 1831 - 12 mai 1893) a fost al treilea Prinț suveran al statului german Waldeck și Pyrmont.

## Primii ani
S-a născut la Arolsen ca fiul lui George al II-lea, Prinț de Waldeck și Pyrmont și a soției lui, Prințesa Emma de Anhalt-Bernburg-Schaumburg. După decesul tatălui său, i-a succedat la tron sub tutela mamei sale la 15 mai 1845.
A murit de pneumonie la Mariánské Lázně, Boemia și a fost succedat de fiul său cel mare, Friedrich.

## Familie
Prințul George s-a căsătorit la 26 septembrie 1853 la Wiesbaden cu Prințesa Elena de Nassau.
Au avut șapte copii:
- Prințesa Sophie (27 iulie 1854 – 5 august 1869); a murit de tuberculoză la 15 ani.
- Prințesa Pauline (19 octombrie 1855 – 3 iulie 1925) s-a căsătorit cu Alexis, Prinț de Bentheim și Steinfurt.
- Prințesa Marie (23 mai 1857 – 30 aprilie 1882) s-a căsătorit cu regele Wilhelm al II-lea de Württemberg.
- Prințesa Emma (2 august 1858 – 20 martie 1934) s-a căsătorit cu regele Willem al III-lea al Țărilor de Jos. Actuala familie olandeză descinde din această căsătorie.
- Prințesa Helena (17 februarie 1861 – 1 septembrie 1922) s-a căsătorit cu Prințul Leopold, Duce de Albany.
- Prințul Friedrich (20 ianuarie 1865 – 26 mai 1946), ultimul prinț de Waldeck și Pyrmont s-a căsătorit cu Prințesa Bathildis de Schaumburg-Lippe.
- Prințesa Elisabeta (6 septembrie 1873 – 23 noiembrie 1961) s-a căsătorit cu Alexander, Prinț de  Erbach-Schönberg.

A doua căsătorie a avut loc la Luisenlund la 29 aprilie 1891 cu Prințesa Louise de Schleswig-Holstein-Sonderburg-Glücksburg. Din această căsătorie a rezultat un singur copil, un fiu care a fost ucis în misiune la scurt timp după izbucnirea Primului Război Mondial.
- Prințul Wolrad (1892-1914)